# Ben Doak
Ben Gannon Doak (* 11. listopadu 2005 Dalry) je skotský profesionální fotbalista, který hraje na pozici křídelníka za anglický klub Liverpool FC a za skotský národní tým do 21 let.

## Klubová kariéra
Doak začal svou kariéru v rodném klubu Dalry Rovers, poté přestoupil do Ayr United a následně do Celticu. Dne 26. prosince 2021, kdy mu bylo 16 let, byl zařazen na lavičku náhradníků při výhře Celticu 3:1 na hřišti St Johnstone. Dne 29. ledna 2022 debutoval za Celtic jako střídající hráč v 68. minutě při výhře 1:0 ve skotské Premiership proti Dundee United.

### Liverpool
Doak podepsal smlouvu s Liverpoolem v březnu 2022, přestupová částka byla ve výši přibližně 600 000 liber. 9. listopadu 2022 Doak debutoval za Liverpool, když nastoupil jako náhradník v 74. minutě proti Derby County (3:2) ve třetím kole EFL Cupu 2022/23 na Anfieldu.

## Reprezentační kariéra
Doak byl členem mládežnických kategorií U16, U17 a v současnosti reprezentuje skotskou U21.